# Royal Artillery
Le Régiment royal d'artillerie (en anglais : Royal Regiment of Artillery), communément connu sous le nom d'Artillerie royale, est l'arme de l'artillerie de l'armée de terre britannique. Son personnel est surnommé les Artilleurs. Malgré son nom, le Régiment royal d'artillerie est composé [Quand ?]de seize régiments.

## Histoire

### L’artillerie anglaise avant leXVIIIesiècle
Au XVIIe siècle, l’armée du roi d’Angleterre ne compte pas de force d’artillerie permanente : le roi possède le matériel, qui est stocké à la Tour de Londres, mais les servants sont recrutés de manière temporaire au gré des campagnes. Le personnel permanent se limite au maître de l’artillerie d’Angleterre et entre quelques dizaines et une centaine de canonniers, dont la mission est d’encadrer les recrues et de s’occuper des canons des fortifications côtières. Le système, s’il permet quelques économies, n’est pas sans inconvénients : il est difficile de trouver des équipages compétents de cette manière, de même que les chevaux requis pour tirer les pièces. par ailleurs, les conducteurs de ces derniers se trouvent généralement être des civils, qui ont tendance à être peu disciplinés et à s’enfuir rapidement en cas de revers.
Pendant la guerre de la Ligue d'Augsbourg, l’artillerie royale devient un régiment permanent, l’entraînement nécessaire aux hommes ne rendant pas souhaitable sa dissolution entre les campagnes. Toutefois, peu de temps après la signature du traité de Ryswick mettant fin à la guerre, le régiment est jugé trop coûteux et dissout. 

### Formation du régiment
En mai 1716, le roi George Ier crée un régiment permanent d’artillerie, doté de deux compagnies. Le commandement du régiment est confié à Albert Borgard, un Danois membre de l’artillerie royale depuis au moins 1692. Parallèlement des unités d’artillerie indépendantes sont formées en 1717 à Gibraltar et Port Mahon. Elles sont par la suite rattachées au régiment en 1722, le faisant passer à quatre compagnies, auxquelles s’ajoute une cinquième en 1740. D’autres compagnies s’ajoutent ensuite presque chaque année, pour atteindre un total de vingt-sept en 1757, chacune sous le commandement d’un colonel qui lui donne son nom.
À cette date, le régiment est réorganisé, certaines compagnies étant dissoutes, pour revenir à vingt-quatre compagnies réparties en deux bataillons. S’y ajoute par la suite un troisième bataillon en décembre 1759, puis un quatrième en juin 1771. Le cinquième, crée en août 1779 est d’abord une unité de réserve dans laquelle sont envoyés les invalides, mais il est finalement transformé en unité combattante en octobre 1794. Les besoins liés aux guerres napoléoniennes entraînent la création d’un sixième bataillon en juillet 1799.
En 1755, vingt-cinq hommes sont détachés de manière permanente en Irlande, où ils forment ultérieurement le Royal Irish Artillery. En avril 1801, à la suite de l’Acte d’Union, le Royal Irish Artillery est incorporé au Royal Artillery Regiment, dont il forme le septième bataillon.
En 1833, le régiment se voit accorder de nouveaux emblèmes : l’artillerie participant en effet à toutes les batailles, il est alors considéré qu’inscrire sur le drapeau les noms de chacune d’entre elles ne fait pas grand sens. À la place le régiment se voit accorder le droit de porter sur son insigne les armoiries royales, accompagné de la devise : Ubique quo fas et gloria ducunt, « partout où se mènent la volonté divine et la gloire ».

### Seconde Guerre mondiale
À la fin de la Seconde Guerre mondiale, 35% de l’armée britannique était constituée d’artillerie. En 2023, environ 8%.

## Capacités
En septembre 2019, en artillerie sol-sol :
- 26th Regiment Royal Artllery aligne 35 des 44 lance-roquettes multiples GMLRS non modernisés,
- 2 régiments d’artillerie équipés chacun de 24 canons automoteurs de 155 mm/39 calibre AS-90 sur les 89 en parc,
- 2 batteries de 6 canons tractés légers L118 de 105 mm assignées à la 16th Air Assault Brigade.

### Armes équivalentes
- Canada : Régiment royal de l'Artillerie canadienne
- États-Unis : Field Artillery Branch
- Ukraine : Forces de frappes et d'artilleries ukrainiennes